# Wolfram Koppen
Wolfram Koppen (* 1. Februar 1939 in Hamburg; † 17. April 2011 in Hamburg) war ein deutscher Judoka, der 1972 Olympiafünfter wurde.

## Sportliche Karriere

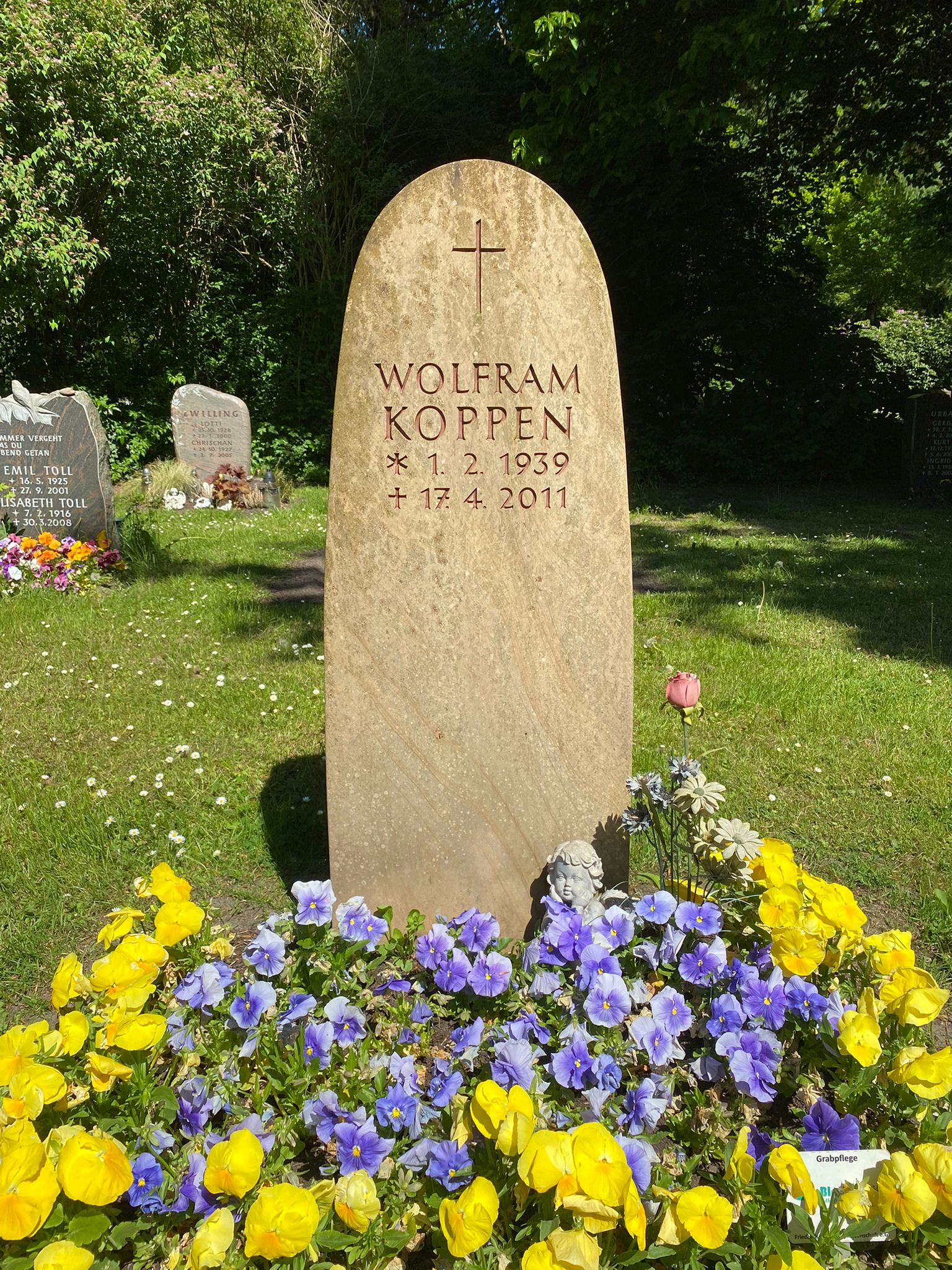
Grabstätte auf dem Friedhof Öjendorf

Der 1,68 m große Wolfram Koppen kämpfte im Leichtgewicht der Gewichtsklasse bis 63 Kilogramm. Der Judoka vom Turnerbund Hamburg-Eilbeck war 1968 und 1972 Deutscher Meister. Bei den Olympischen Spielen 1972 in München besiegte er in der ersten Runde den Italiener Giuseppe Tommasi durch Schiedsrichterentscheid (Yusei-gachi). In der zweiten Runde bezwang er nach 2:15 Minuten den Puerto-Ricaner Roberto Pacheco. Im Halbfinale seiner Poolgruppe traf Koppen auf Karl-Heinz Werner aus der DDR und siegte durch Schiedrichterentscheid. Im Poolfinale unterlag er dem Japaner Takao Kawaguchi nach 4:44 Minuten. Danach unterlag Koppen in der Trostrunde dem Mongolen Bachaawaagiin Bujadaa nach 2:57 Minuten und verpasste damit den Einzug ins Halbfinale. Nachfolgend wurde Bachaawaagiin Bujadaa als erster Judoka in der Sportgeschichte wegen Dopings disqualifiziert. Wolfram Koppen hätte dadurch auf den dritten Platz vorrücken müssen, erhielt aber nach den damaligen Regeln nicht die Bronzemedaille.
Wolfram Koppen ruht auf dem Hamburger Friedhof Öjendorf. 